# Les Yveteaux
Les Yveteaux é uma comuna francesa na região administrativa da Normandia, no departamento Orne. Estende-se por uma área de 5,7 km². Em 2010 a comuna tinha 108 habitantes (densidade: 18,9 hab./km²).